# Lindmania arachnoidea
Espèce
Classification phylogénétique
Synonymes
- Cottendorfia archnoidea L.B.Sm., Steyerm. & H.Rob., 1984

Lindmania arachnoidea est une espèce de plante de la famille des Bromeliaceae, endémique du Venezuela.

## Taxinomie
L'espèce est anciennement nommée Cottendorfia arachnoidea en 1984 par ses inventeurs Lyman Bradford Smith, Julian Alfred Steyermark et Harold Ernest Robinson puis transférée dans le nouveau genre Lindmania en 1986 par Smith.

## Distribution
L'espèce est endémique de l'État d'Amazonas au Venezuela.